# Vurpăr
Vurpăr (en hongrois : Vurpód, en allemand : Burgberg) est une commune du județ de Sibiu en Roumanie.